# Sebeborci
Sebeborci (mađarski: Szentbibor) je naselje u slovenskoj Općini Moravskim Toplicama. Sebeborci se nalazi u pokrajini Prekomurju i statističkoj regiji Pomurju. U Sebeborcima su bili rođeni pisci Ferenc Berke i Gergel Lutar, a u mjestu je živio i pisac Mihael Kološa.

## Stanovništvo
Prema popisu stanovništva iz 2002. godine naselje je imalo 485 stanovnika.